# Theodore William Richards
Theodore William Richards (Germantown, Pennsilvània 31 de gener de 1868 - Cambridge, 2 d'abril de 1928) fou un físic i professor universitari nord-americà guardonat amb el Premi Nobel de Química l'any 1914.

## Biografia
El 1883 va ingressar al Haverford College, on es graduà en ciències l'any 1885. Va ampliar els seus estudis a la Universitat Harvard, on es doctorà el 1888. Posteriorment va passar un any a Alemanya, on va estudiar amb Viktor Meyer, a les universitats de Leipzig i Göttingen i Dresden.
El 1891 va ser nomenat professor ajudant de química a la Universitat Harvard, i finalment l'any 1901 professor titular. El 1912 se li va adjudicar la càtedra Erving de química i la direcció del Laboratori Wolcott Gibbs.
Richards morí el 1928 a la seva residència de Cambridge (Massachusetts).

## Recerca científica
Interessat en la massa atòmica dels elements químics, va aconseguir determinar els pesos atòmics de més de vint-i-cinc elements amb quatre xifres decimals.
El 1914 va descobrir un isòtop del plom, acreditant-se, d'aquesta forma, com un dels pioners de la isotopia. Aquell mateix any fou guardonat amb el Premi Nobel de Química “pels seus treballs en la determinació de la massa atòmica dels elements químics”, premi que li fou concedit i entregat l'any 1915.
Va formar part de la Comissió Internacional de Pesos Atòmics. Va realitzar també notables treballs en els camps de la termoquímica, l'electroquímica, la termometria i la calorimetria, així com sobre la dilatació i compressió dels gasos.
Molts dels seus treballs van ser publicats als Proceedings de l'Acadèmia Americana d'Arts i Ciències, que va presidir entre 1919 i 1921.